# Bol'šaja Varlamovka
La Bol'šaja Varlamovka (in russo Большая Варламовка?) è un fiume della Russia siberiana orientale, affluente di destra dell'Enisej. Scorre nel Turuchanskij rajon del Territorio di Krasnojarsk.
Il fiume scorre attraverso aree paludose lontane dagli insediamenti sul territorio della riserva naturale della Siberia centrale. Nell'alto corso cambia spesso direzione poi si mantiene in direzione prevalentemente occidentale; sfocia nell'Enisej a 1 436 km dalla foce. Ha una lunghezza di 196 km e il suo bacino è di 2 230 km².
I suoi maggiori affluenti sono la Malaja Varlamovka (lungo 53 km) proveniente da sinistra e la Bol'šaja Raskosaja (49 km) da destra.